# Sandon (Essex)
 (avril 2023).
Pour les articles homonymes, voir Sandon.
Sandon est un village et une paroisse civile de l'Essex, en Angleterre.